# 米哈伊利夫卡 (羅韋尼基區)
48°4′6″N 39°15′48″E / 48.06833°N 39.26333°E
米哈伊利夫卡（烏克蘭語：Михайлівка）是位於烏克蘭東部的市級鎮，由盧甘斯克州羅韋尼基區的羅韋尼基市鎮負責管轄。該鎮始建於1910年，面積8.74平方公里，海拔高度207米，2011年人口2,811，人口密度每平方公里321.6人。